# Alcano 1-monoossigenasi
La alcano 1-monoossigenasi è un enzima appartenente alla classe delle ossidoreduttasi, che catalizza la seguente reazione:
ottano + rubredossina ridotta + O2 ⇄ 1-ottanolo + rubredossiina ossidata + H2O
Alcuni enzimi in questo gruppo sono proteina eme-tiolata (P-450); idrossila anche gli acidi grassi in posizione ω.